# Vukasovići
Vukasovići är en ort i Bosnien och Hercegovina.   Den ligger i entiteten Federationen Bosnien och Hercegovina, i den centrala delen av landet, 22 km nordost om huvudstaden Sarajevo. Vukasovići ligger 1 029 meter över havet och antalet invånare är 102.
Terrängen runt Vukasovići är kuperad. Närmaste större samhälle är Vogošća, 18,2 km sydväst om Vukasovići. 
I omgivningarna runt Vukasovići växer i huvudsak blandskog. Runt Vukasovići är det ganska tätbefolkat, med 67 invånare per kvadratkilometer.